# Bertiera pauloi
Bertiera pauloi är en måreväxtart som beskrevs av Bernard Verdcourt. Bertiera pauloi ingår i släktet Bertiera och familjen måreväxter. IUCN kategoriserar arten globalt som sårbar.
Artens utbredningsområde är Tanzania. Inga underarter finns listade i Catalogue of Life.